# منیخ (ناحیه پلهریموف)
منیخ (به چکی: Mnich) یک منطقهٔ مسکونی در جمهوری چک است که در ناحیه پلهریموو واقع شده‌است. منیخ ۱۹٫۶۸ کیلومتر مربع مساحت و ۳۹۹ نفر جمعیت دارد و ۵۵۳ متر بالاتر از سطح دریا واقع شده‌است.